# Калевич, Деян
Де́ян Ка́левич (1968 — 2015) (Деян Калич, неправильная форма прочтения имени — Дежан Калич, серб. Дејан Каљевић) — сербский программист, инженер и математик, один из ведущих разработчиков оборудования для снятия SIM-кодов.
Деян Калевич разработал оригинальную методику атаки SIM-карты, что позволило сократить затраты времени на получение ключа и обойти некоторые новые механизмы защиты карты. Он же разработал одну из программ-эмуляторов SIM-карты для микроконтроллеров PIC16 (PIC16F84 и PIC16F876, на которых базируются популярные «пиратские» карты Gold Wafer и Silver Card).
Д.Калевич стал особенно известен как разработчик бесплатных программных продуктов для разблокировки платформ DCT-3 и DCT-4 бренда Nokia, ему принадлежит разработка также специального кабеля.
В мае 2007 года Деян Калевич выпустил бесплатную программу для разблокировки таких телефонов платформы BB5 (Base Band 5) как Nokia 6630, Nokia 6680, Nokia 6681 и Nokia N70. Это решение, по-видимому, также поддерживает модели Nokia E60, Nokia E65, Nokia E70, Nokia N71, Nokia N90, Nokia N91,Nokia N93. Разблокировка производится через Pop-port при соединении кабеля, совместимого с FBus, например, DKU-5, к компьютеру с программным пакетом от Деяна Калевича. На базе этого решения было предложено несколько платных продуктов от других разработчиков.
В июле 2007 года Деян Калевич выпустил бесплатные инструкции и схематику по построению аппаратного решения для разблокировки Nokia N95. Однако эти решения недоступны для использования простыми пользователями, поскольку требуют высокого уровня подготовки в электронике и мастерства пайки.
Ещё более он стал известен после того, как в октябре 2007 года разработал упрощённое устройство для разблокировки телефонов Nokia платформы BB5, которое назвал своим именем. Устройство, в отличие от предыдущего решения не требует логов, подключения к сети Интернет, однако требует разборки телефона и использования тест-пойнтов.